# Libknehtivka, Lenine
Libknehtivka (în ucraineană Лібкнехтівка) este un sat în comuna Ciîstopillea din raionul Lenine, Republica Autonomă Crimeea, Ucraina.

## Demografie
Componența lingvistică a localității Libknehtivka
     Tătară crimeeană (52,49%)
     Rusă (32,97%)
     Ucraineană (13,67%)
Conform recensământului din 2001, majoritatea populației localității Libknehtivka era vorbitoare de tătară crimeeană (52,49%), existând în minoritate și vorbitori de rusă (32,97%) și ucraineană (13,67%).